# Čađavica Donja (Bijeljina)
Pour les articles homonymes, voir Čađavica Donja.
Čađavica Donja (en serbe cyrillique : Чађавица Доња) est un village de Bosnie-Herzégovine. Il est situé sur le territoire de la ville de Bijeljina et dans la république serbe de Bosnie. Selon les premiers résultats du recensement bosnien de 2013, il compte 626 habitants.

## Démographie

### Évolution historique de la population dans la localité
| 1948  | 1953  | 1961  | 1971  | 1981  | 1991  | 2013 |
| ----- | ----- | ----- | ----- | ----- | ----- | ---- |
| 1 515 | 1 570 | 1 632 | 1 667 | 1 543 | 1 524 | 626  |

|  |